# میلتون سوبل
میلتون سوبل (۳۰ اوت ۱۹۱۹ – ۳۱ دسامبر ۲۰۰۲) استاد بازنشسته آمار در دانشگاه کالیفرنیا، سانتا باربارا بود. او در زمینه‌های تئوری تصمیم، تجزیه و تحلیل متوالی، انتخاب و رتبه‌بندی، تجزیه و تحلیل قابلیت اطمینان، مسائل ترکیبی، و فرآیندهای دیریکله مشارکت‌های قابل توجهی داشت. از جمله مشارکت‌های خاص او می‌توان به انتخاب و رتبه‌بندی، تحلیل توالی و قابلیت اطمینان اشاره کرد.
او مدرک کارشناسی خود را در ریاضیات (۱۹۴۰) از کالج شهر نیویورک، مدرک کارشناسی ارشد در ریاضیات (۱۹۴۶) و دکترای خود را در آمار ریاضی (مشاور: آبراهام والد،  ۱۹۵۱) از دانشگاه کلمبیا دریافت کرد.
در بازه زمانی ۱۹۶۰ تا ۱۹۷۵، او استاد آمار در دانشگاه مینه‌سوتا بود.

## کتاب‌ها
- ۱۹۸۵: جداول انتخابی در آمار ریاضی: انتگرال‌های دیرش نوع ۲ و کاربردهای آن (با V. R. R. Uppuluri و K. Frankowski)
- ۱۹۷۷: انتخاب و رتبه‌بندی جمعیت‌ها (با جان د. گیبونز و اینگرام اولکین)
- ۱۹۶۸: رویه‌های شناسایی و رتبه‌بندی توالی (با رابرت ای. بکهوفر و جک سی. کایفر)

## افتخارات
- عضو مؤسسه آمار ریاضی (۱۹۵۶)
- عضو انجمن آماری آمریکا (۱۹۵۸)[۱]
- کمک هزینه تحصیلی گوگنهایم (۱۹۶۷–۱۹۶۸)[۱]
- کمک هزینه تحصیلی NIH (۱۹۶۸–۱۹۶۹)[۱]
- عضویت منتخب در مؤسسه بین‌المللی آمار (۱۹۷۴)[۱]